# Stiftskirche St. Peter (Bad Wimpfen)

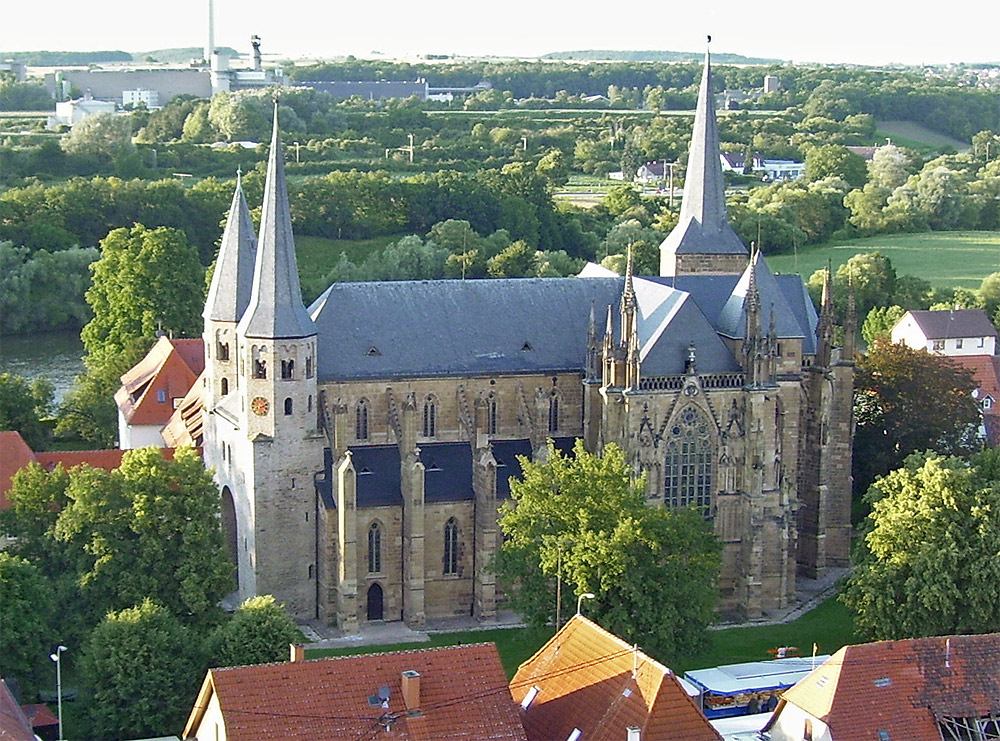
Stiftskirche St. Peter in Bad Wimpfen

Die Stiftskirche St. Peter in Bad Wimpfen im Landkreis Heilbronn im nördlichen Baden-Württemberg entstand als Kirche des mittelalterlichen Kollegiatsstifts Wimpfen und war von 1947 bis 2006 die Abteikirche der Benediktinerabtei Grüssau-Wimpfen. Sie gilt als eines der bedeutendsten Bauwerke der frühen Gotik in Deutschland.

## Geschichte

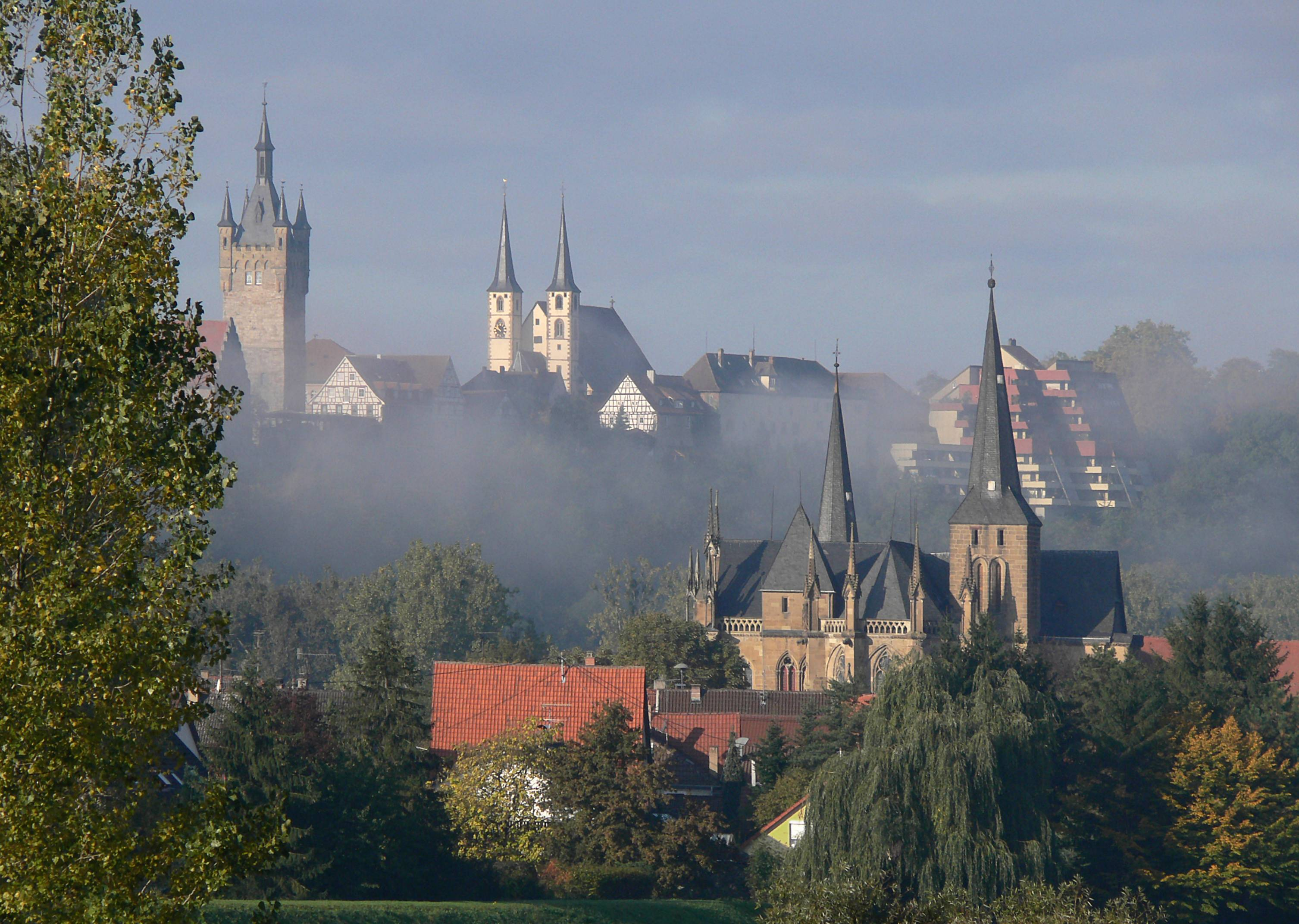
St. Peter von Osten vor der Kulisse der Pfalz Wimpfen und der Stadtkirche

Die Kirche liegt inmitten des einstigen Römerkastells Wimpfen im Tal und wurde vermutlich an der Stelle dessen Tempels oder Verwaltungssitzes erbaut. Die Entstehung der Kirche liegt weitgehend im Dunkeln, ein Kirchengebäude an dieser Stelle bestand vermutlich aber schon seit dem 7. Jahrhundert als Teil eines Klosters und wird erstmals in einer Urkunde aus dem Jahr 965 als Besitz des Bistums Worms erwähnt. Die Wandlung in ein weltliches Chorstift datiert vermutlich ebenfalls in die Zeit des Bischofs Hanno von Worms (950–978). Wie die meisten Ritterstifte diente das Stift Wimpfen der Versorgung nachgeborener Söhne von Adligen, denen aufgrund der Erbfolge keine Gebietsherrschaft zufiel und die aus diesem Grund geistliche Laufbahnen anstrebten. Die adligen Chorherren legten üblicherweise keine Gelübde ab, führten keine strenge Lebensweise und gaben ihr Stiftsleben auch häufig wieder auf, wenn sie anderweitig zu Wohlstand oder Gütern gekommen waren. Ein Stiftspropst ist urkundlich erstmals 1068 belegt und war im hohen Mittelalter Archidiakon des Bistums Worms, später wurde der Konvent von einem Dekan geleitet.
Im 10. oder 11. Jahrhundert wurde die Kirche im Stil der frühen Romanik nach dem Vorbild der Pfalzkapelle der Aachener Königspfalz ausgebaut, wenn auch um rund ein Drittel kleiner als das Aachener Vorbild. Aus dieser Bauphase datieren noch die Westtürme mit dem dazwischenliegenden Westportal. Der heute nur noch anhand von Fundamenten zu bestimmende, östlich anschließende romanische Zentralbau war innen sechs- und außen zwölfseitig gegliedert, an ihn schlossen sich drei kleine Chöre mit Apsiden an.

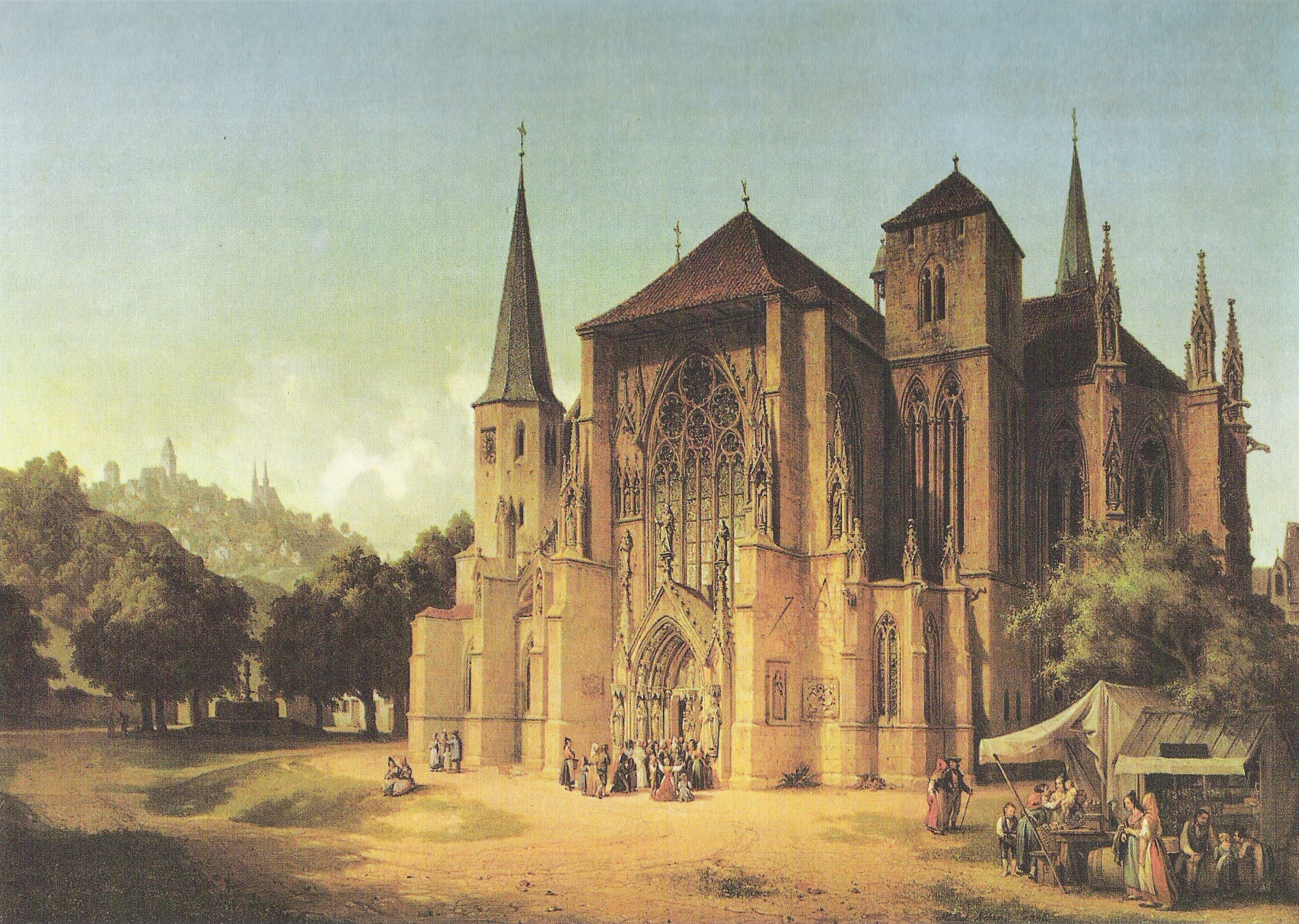
Stiftskirche von Südosten gesehen, Bild von 1846

Im 13. Jahrhundert – inzwischen war westlich oberhalb der Kirche und der alten Siedlung im Tal die Stauferpfalz entstanden – war die Kirche stark verfallen und wurde ab 1269 unter Dekan Richard von Deidesheim erneuert. Als Baumeister berief er einen Steinmetz aus Paris, der die Steine „nach französischer Art behauen“ hat und damit ein Kirchengebäude im damals neuen Stil der Gotik schuf, das aufgrund seiner baulichen Merkmale mit Notre Dame in Paris und dem Straßburger Münster verglichen wird. Der namentlich nicht genannte Baumeister wurde wiederholt mit dem Straßburger Münsterbaumeister Erwin von Steinbach identifiziert.
Die Stiftskirche wurde nicht in einem Zug erneuert, sondern in mehreren Abschnitten. Zuerst wurden der östlich gelegene Chor und das Querhaus erneuert. 1278 wurde Dekan Richard bereits vor dem neuen Hochaltar beigesetzt. Noch vor 1300 wurden dann Seitenkapellen angebaut und das Langhaus erneuert, ab dem 14. Jahrhundert wurde die Kirche nach Norden hin noch um die mit der Kirche einen Kreuzgang bildenden Stiftsgebäude erweitert. Der Ausbau änderte und verzögerte sich auch aus Geldmangel. Die Westfassade der Kirche blieb daher in ihrer romanischen Form des Vorgängerbaus erhalten, die Osttürme blieben unvollendet und das Dach des Langhauses wurde zunächst flach gedeckt. Erst um 1480 wurde die gewölbte Decke über dem Kirchenschiff vollendet, womit die Kirche im Wesentlichen ihre heutige Gestalt erreicht hatte. Der nördliche Anbau der Kirche wurde ab 1488 von den Stiftsherren bewohnt.
Im 17. und 18. Jahrhundert entstanden um die Kirche die alte und neue Dechanei, die heute das Ensemble abrunden. Nachdem der erste Verteilungsplan der Reichsdeputation das Stift im August 1802 dem Fürstentum Leiningen zuzuteilen vorsah, ergriffen hessische Truppen im November 1802 Besitz von dem Stift. Erst im Anschluss daran erwarb Hessen auch den Rest der ehemaligen Reichsstadt Wimpfen, die durch den Reichsdeputationshauptschluss an Baden gefallen war. Die Stiftsgebäude wurden sukzessive veräußert. Von 1898 bis 1902 wurde die Kirche von Friedrich Adler umfangreich renoviert, unter anderem wurde einer der unvollendet gebliebenen Osttürme aufgestockt. 1947 wurden einige der früheren Stiftsgebäude mit den vertriebenen Benediktinermönchen aus dem niederschlesischen Kloster Grüssau neu besetzt. Die Wimpfener Niederlassung in St. Peter wurde unter Abt Albert Schmitt als Abtei Grüssau bekannt. Das Klosterleben erlosch jedoch 2006 wegen Überalterung und Mitgliederschwund.
Die Kirche wurde in den Jahren 2000 bis 2006 umfangreich saniert. 2008 wurden Kirche und Kloster vom Malteserorden übernommen, seitdem trägt St. Peter wieder die Bezeichnung Ritterstiftskirche.
Das Ritterstift St. Peter wurde von der Denkmalstiftung Baden-Württemberg zum Denkmal des Monats Januar 2009 ernannt.

## Beschreibung

### Architektur

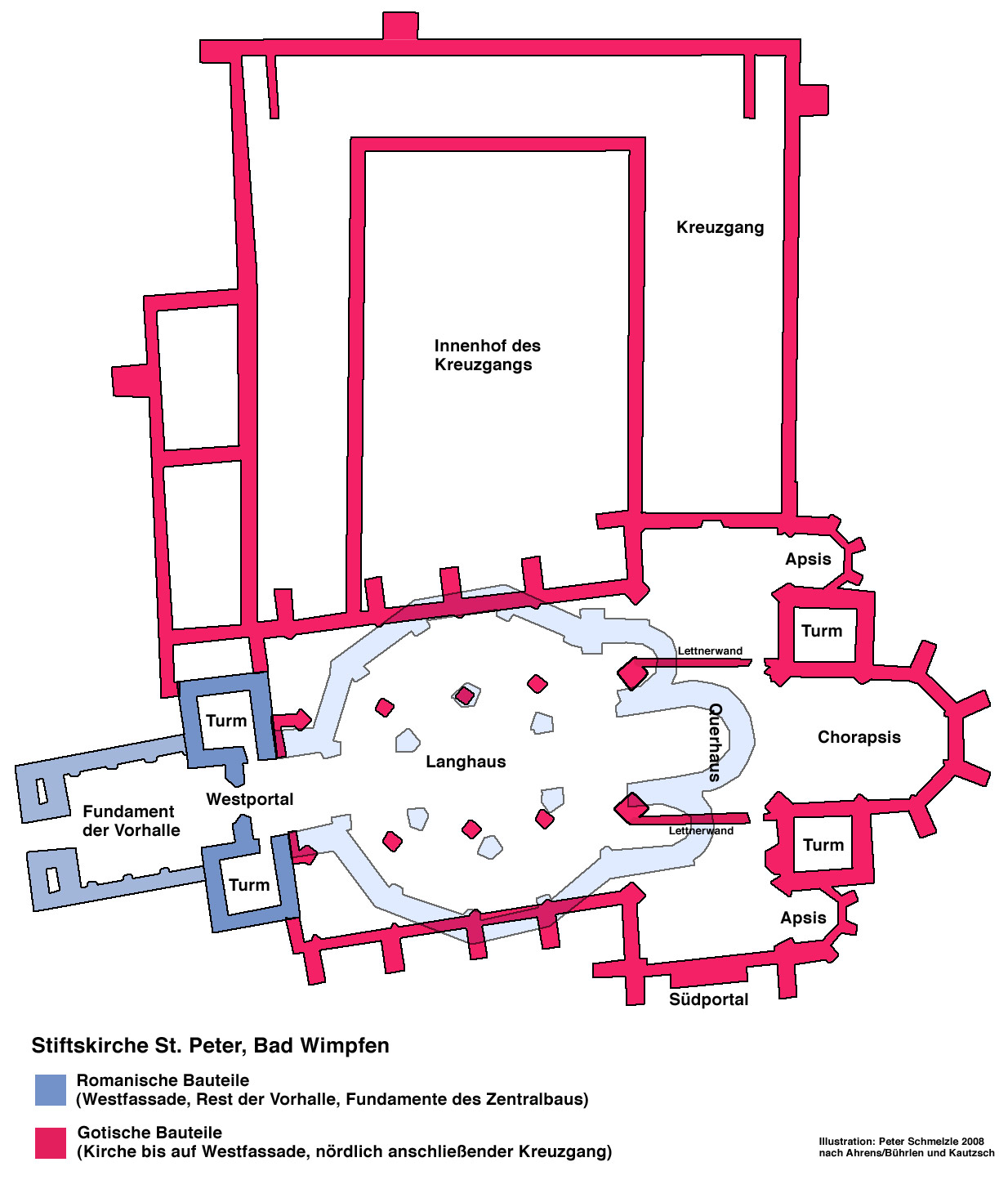
Grundriss der Stiftskirche: in Blau die romanischen Bauteile und Fundamente, in Rot die gotischen Bauten des 13. bis 15. Jahrhunderts

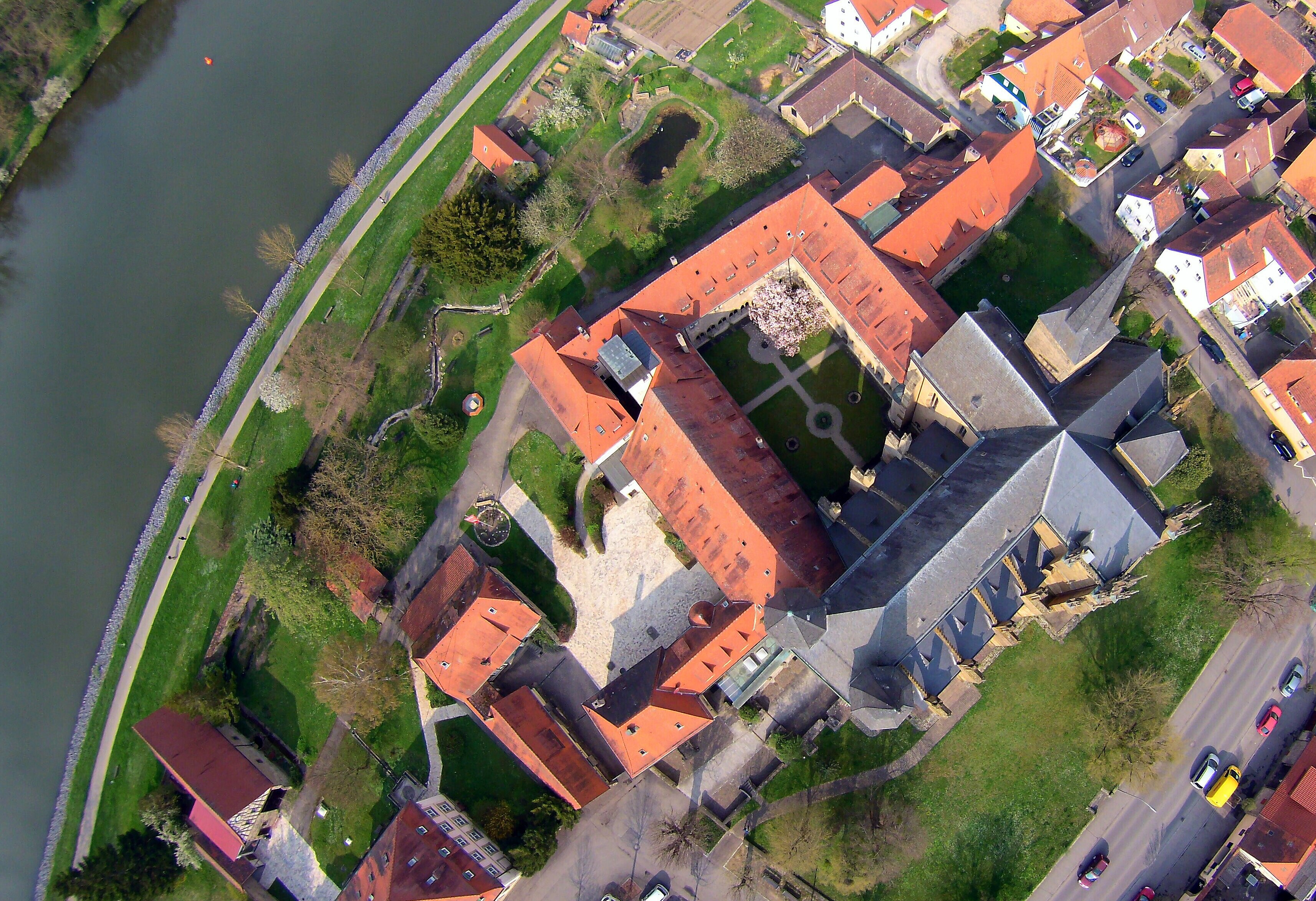
Luftaufnahme der Stiftskirche

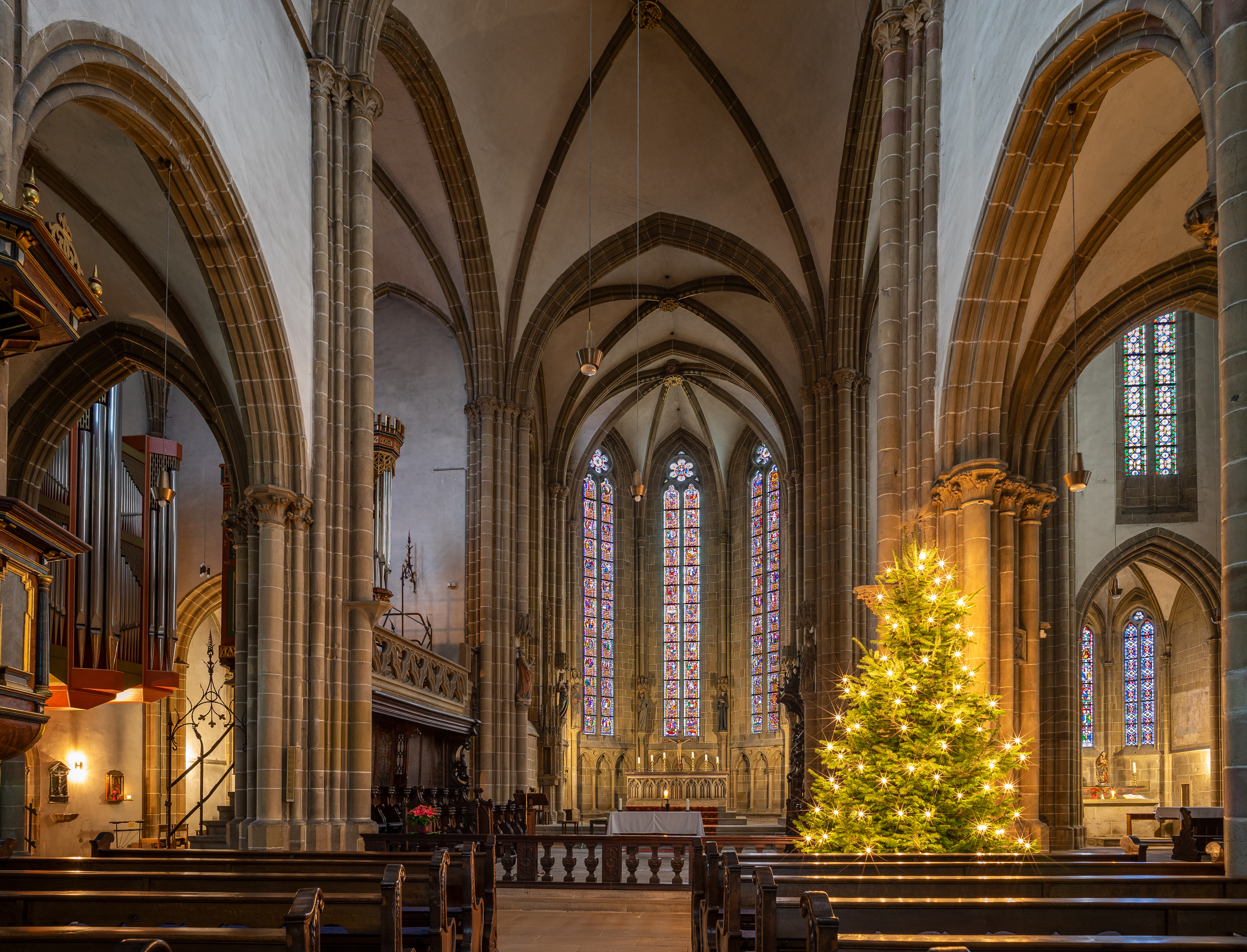
Innenansicht zum Chor

Das Stiftskirche ist eine dreischiffige Basilika mit vier Jochen. Die überwiegenden Teile des Gemäuers sind aus unverputztem Sandstein. Im Westen befindet sich die romanische Westfassade mit zwei auf quadratischem Grundriss stehenden und im zweiten Geschoss achteckig ausgestalteten Türmen zu den Seiten eines hohen Rundbogenportals, vor dem noch Fragmente einer ebenfalls romanischen Vorhalle erhalten sind. An das leicht trapezförmige Langhaus mit unterschiedlichen Deckengewölben schließt im Osten etwas schrägstehend ein Querschiff an, dessen Flügel von je zwei Rechteckgewölben überspannt werden. In der Mitte des Querschiffs schließt sich östlich der als Apsis ausgebildete schlanke Chor mit 5/8-Schluss an. Der Chor weist kunstfertige Wandarkaden und Kapitelle mit Laubwerk sowie Maßwerkfenster auf. Zu beiden Seiten des Chores befinden sich die auf quadratischem Grundriss stehenden, kleinen Osttürme. Die Osttürme waren vermutlich wesentlich höher geplant, dann jedoch aus Geldmangel unvollendet geblieben. Der südliche Ostturm wurde erst 1902 aufgestockt. Zu den Ecken des Querschiffs schließen an die Osttürme nochmals Nebenapsiden an.
Die Trapezform des Langhauses bzw. der Achsenknick zwischen Westfassade und Querhaus/Chor liegt vermutlich in der Baugeschichte begründet. Ursprünglich scheint um 1300 ein gesamter Neubau geplant gewesen zu sein, wohingegen dann doch nach Bau des neu ausgerichteten Chores die nicht parallel dazu verlaufende alte Westfassade erhalten blieb, womit die Ecken der Trapezform vorgezeichnet waren. Durch eine geschickte Wahl der Bauformen und -achsen wird die Trapezform jedoch merklich kaschiert. Nord- und Südwand weisen nach außen kräftiges Strebewerk auf.
Die Hauptschauseite ist der längs der Hauptstraße (Cornelienstraße) liegende südliche Querhausgiebel mit dem reich geschmückten Südportal, der einen Kontrast zu den einfachen romanischen Bauformen der Westfassade bildet.

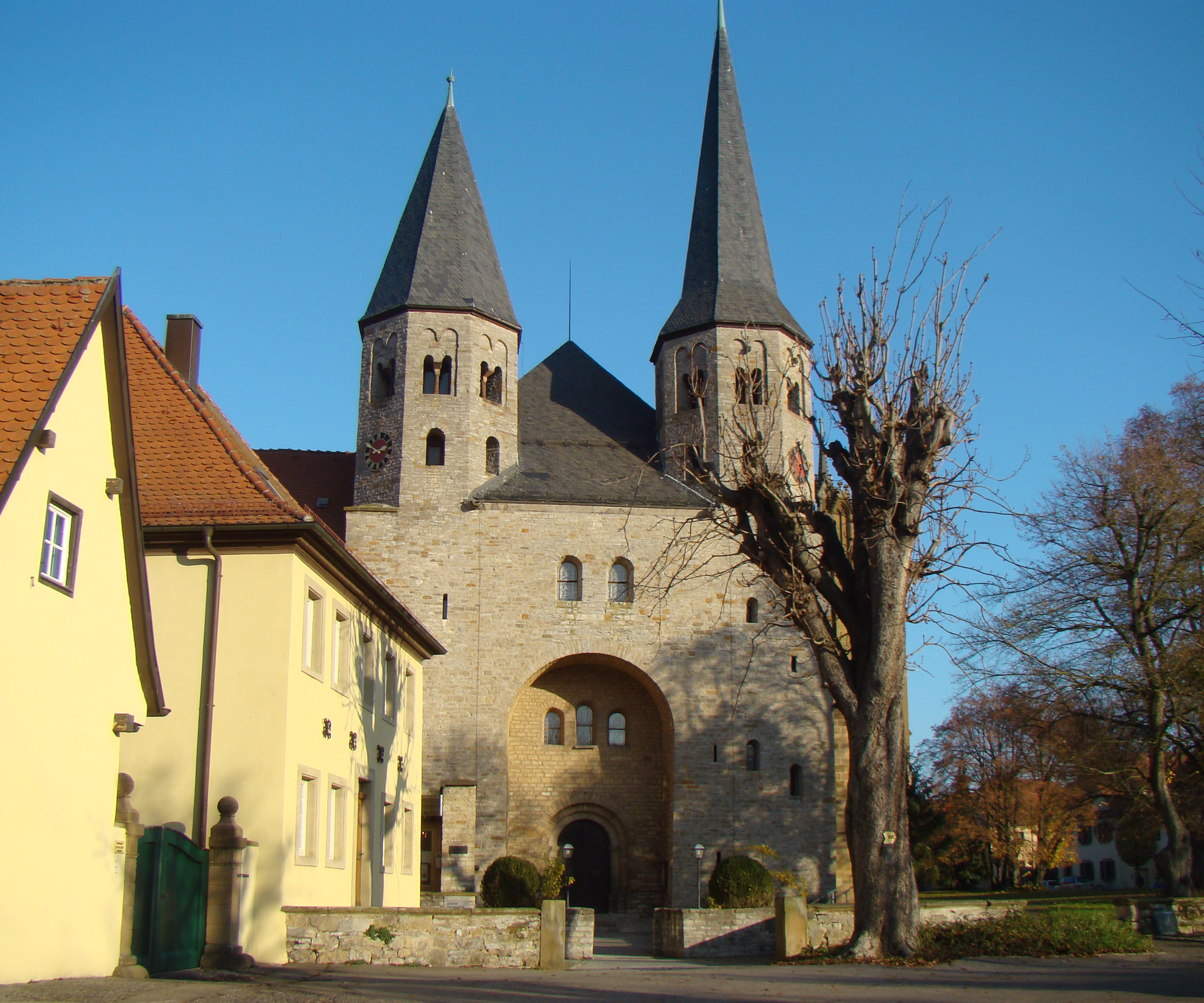
Romanische Westfassade
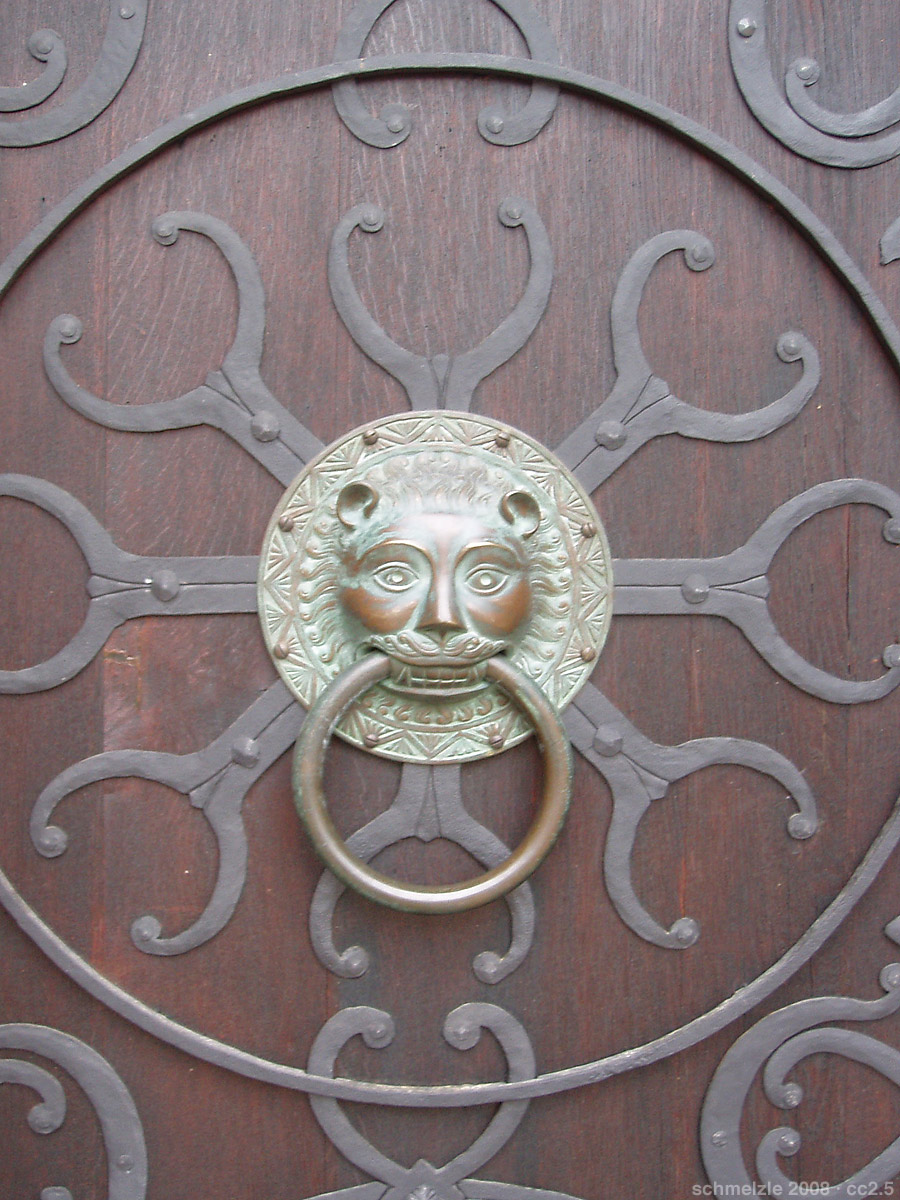
Türknauf am Westportal
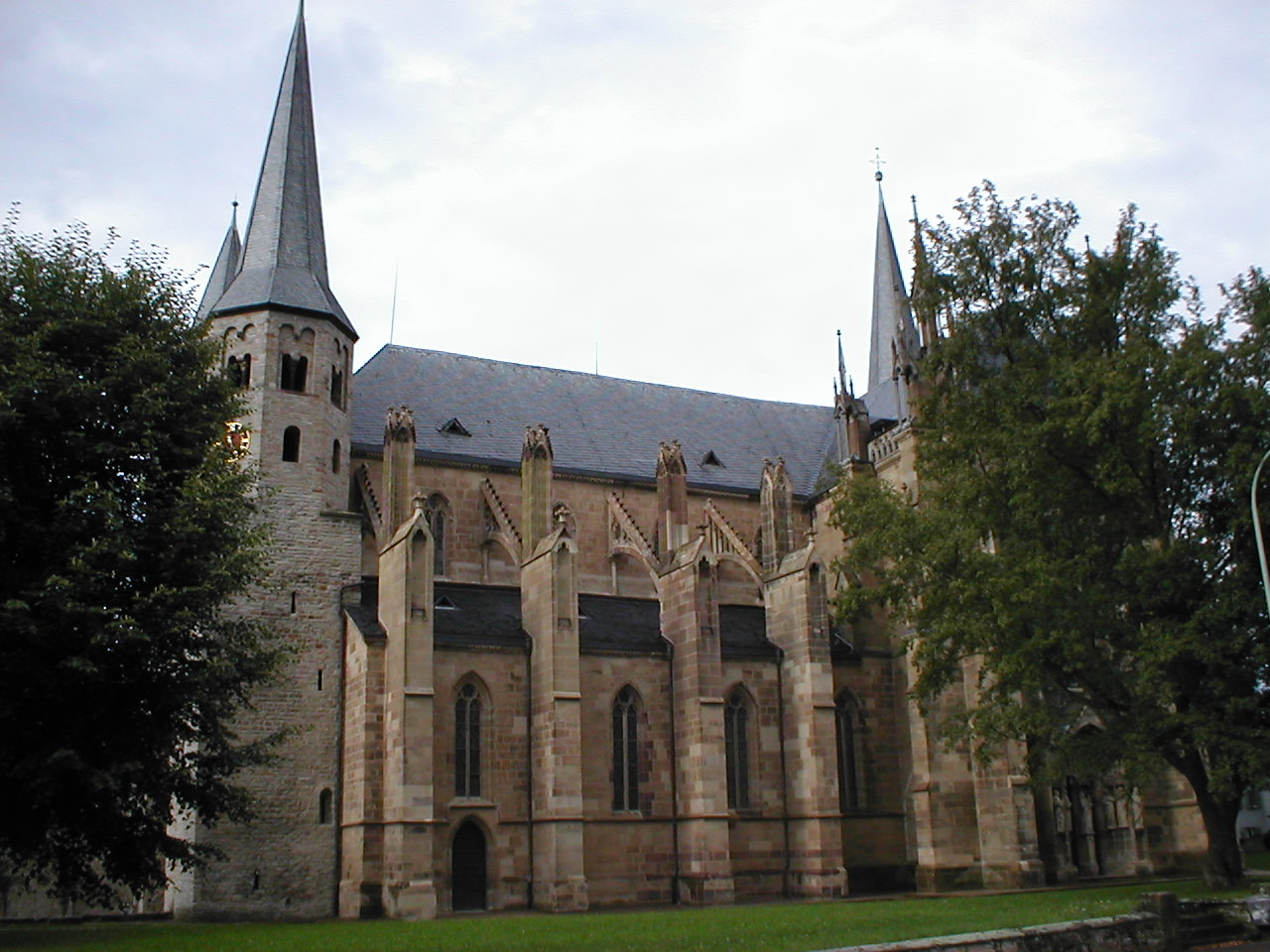
Gotische Südfassade

### Südgiebel

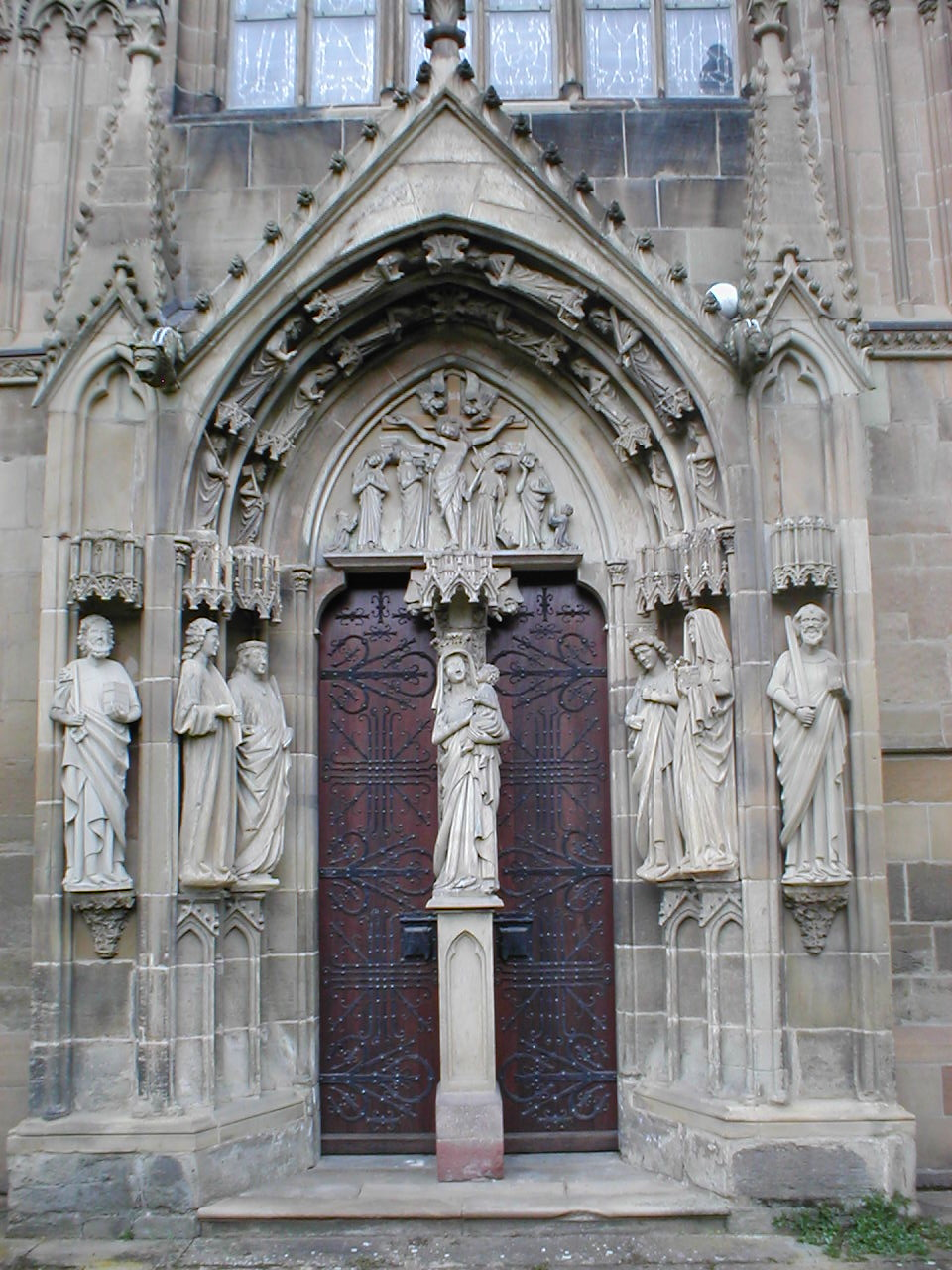
Südportal

Der südliche Querhausgiebel wird von einem großen, sechsteiligen Maßwerkfenster bestimmt, das etwa auf 1280 datiert wird. Die Giebelseite wird von Strebepfeilern begrenzt, ist mit blindem Maßwerk (Zierfenstern) versehen, von Türmchen und auf Säulen ruhenden Spitzbögen überkrönt und reich mit Figuren geschmückt. Die Portalgewände und der die schmalen Türflügel trennende Mittelpfeiler tragen sieben große Steinfiguren. Das Tympanon zeigt als Halbrelief eine Kreuzigungsszene mit Ecclesia und Synagoga, im Türgewölbe sind zwölf kleinere Apostelfiguren.
Die Komposition des Südgiebels weist einige Merkwürdigkeiten auf. Das Tympanon ist für eine andere Türbreite geschaffen und sitzt nicht auf der ursprünglich dafür vorgesehenen Konsole auf. Die Figuren, von denen nicht alle eindeutig bestimmt werden können, wirken teilweise willkürlich und bezugslos aufgestellt. Da der Bau der gotischen Kirche aus Geldmangel stockte, nimmt man an, dass das Südportal zum Teil aus verschiedenen bereits fertiggestellten Teilen nicht realisierter Anbauten (wie des in Ansätzen erkennbaren neuen Westportals) zusammengestellt wurde.

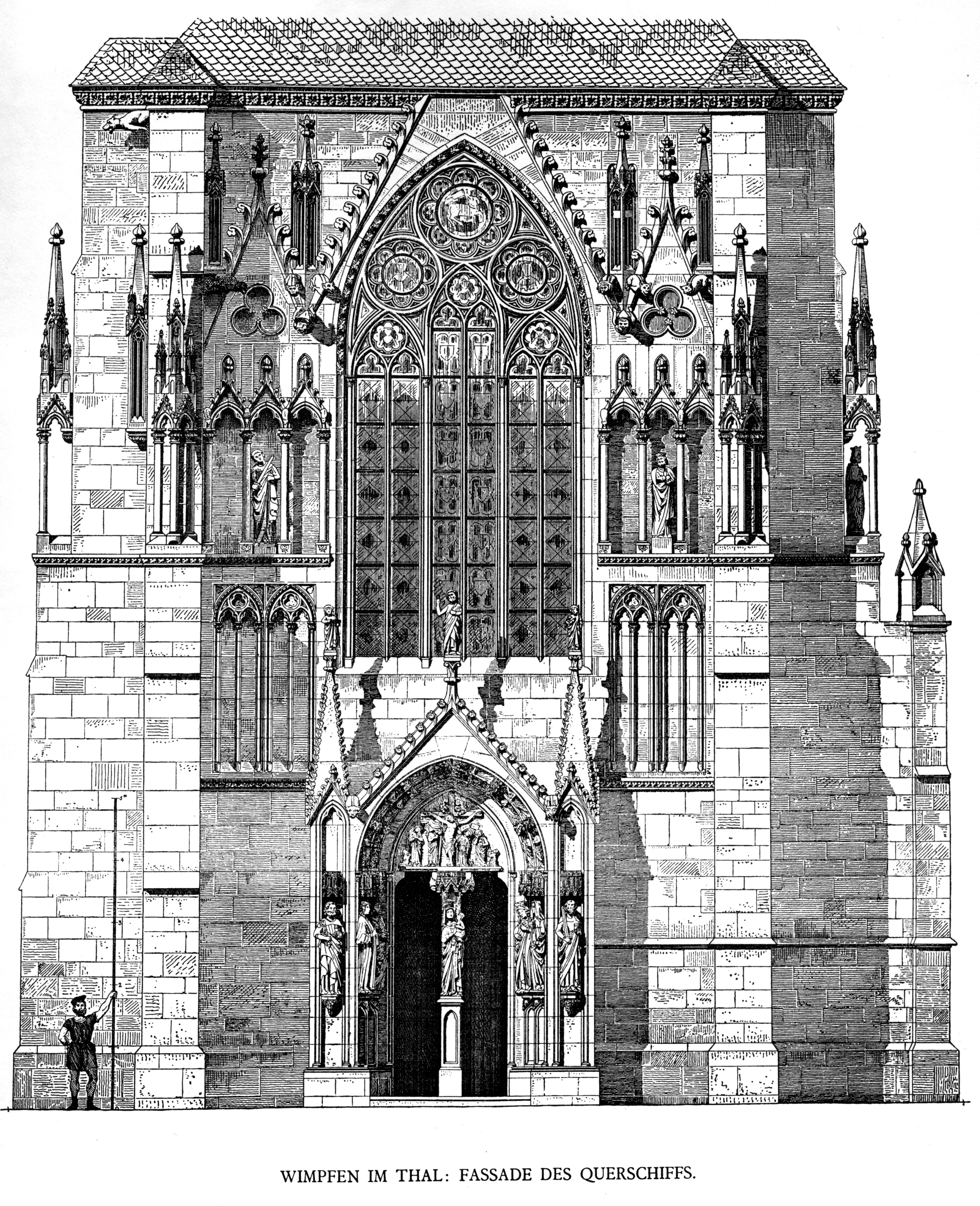
Südgiebel, Darstellung von 1901
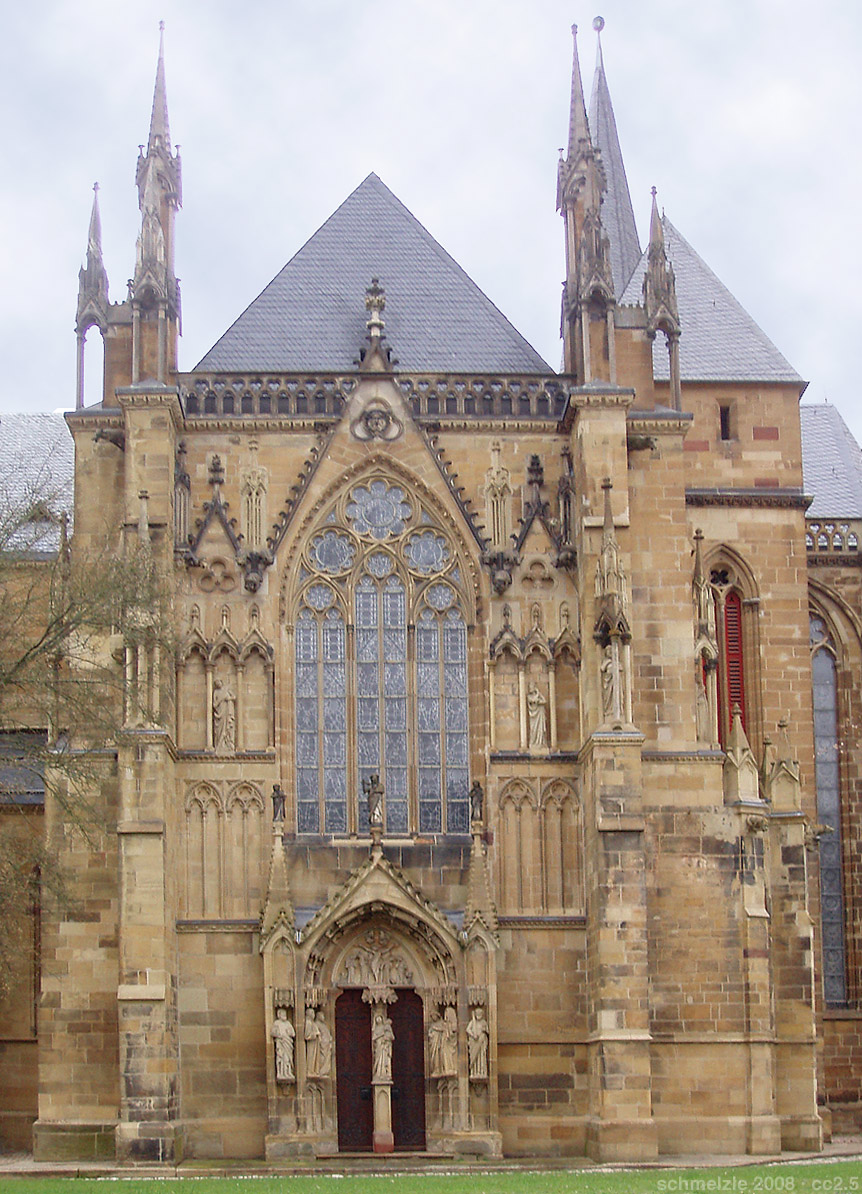
Südgiebel, Foto von 2008
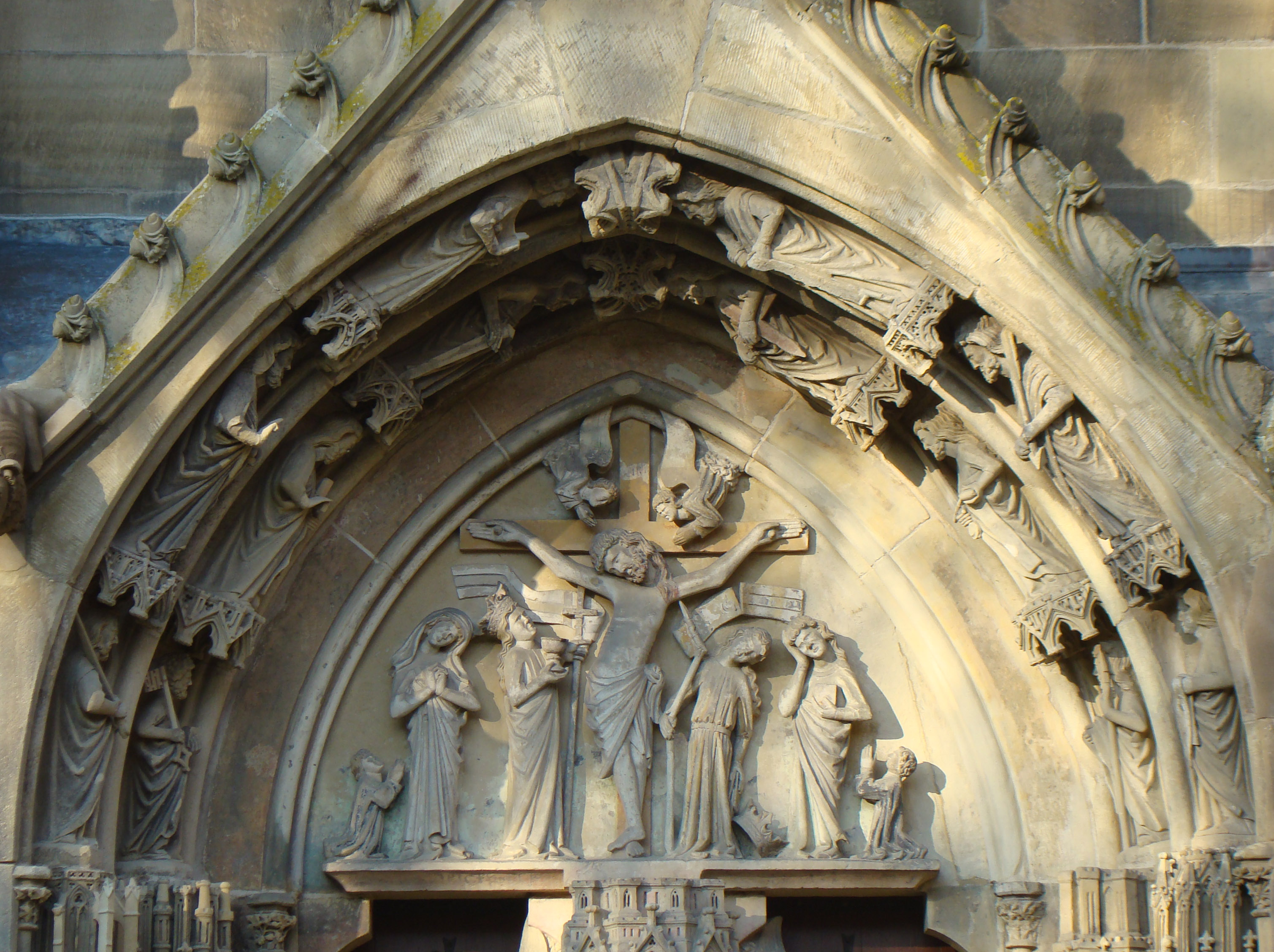
Tympanon

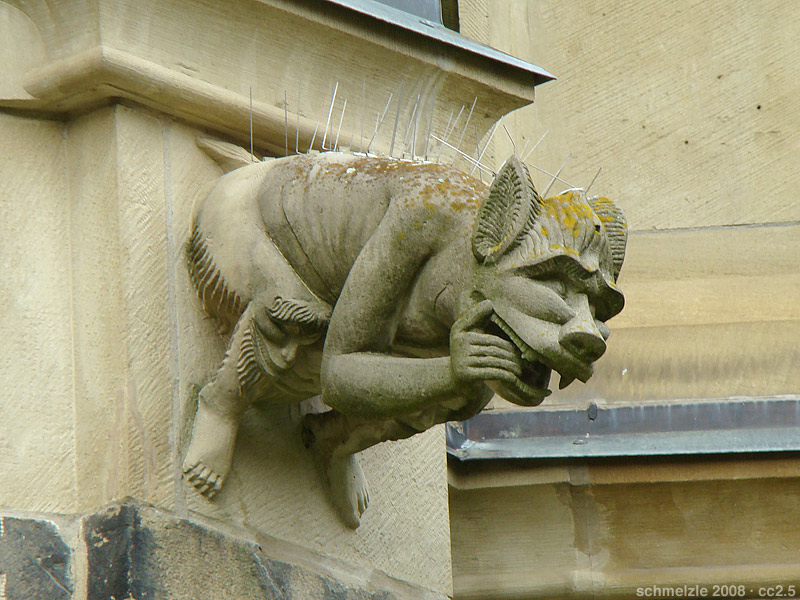
Figur am südlichen Querhaus

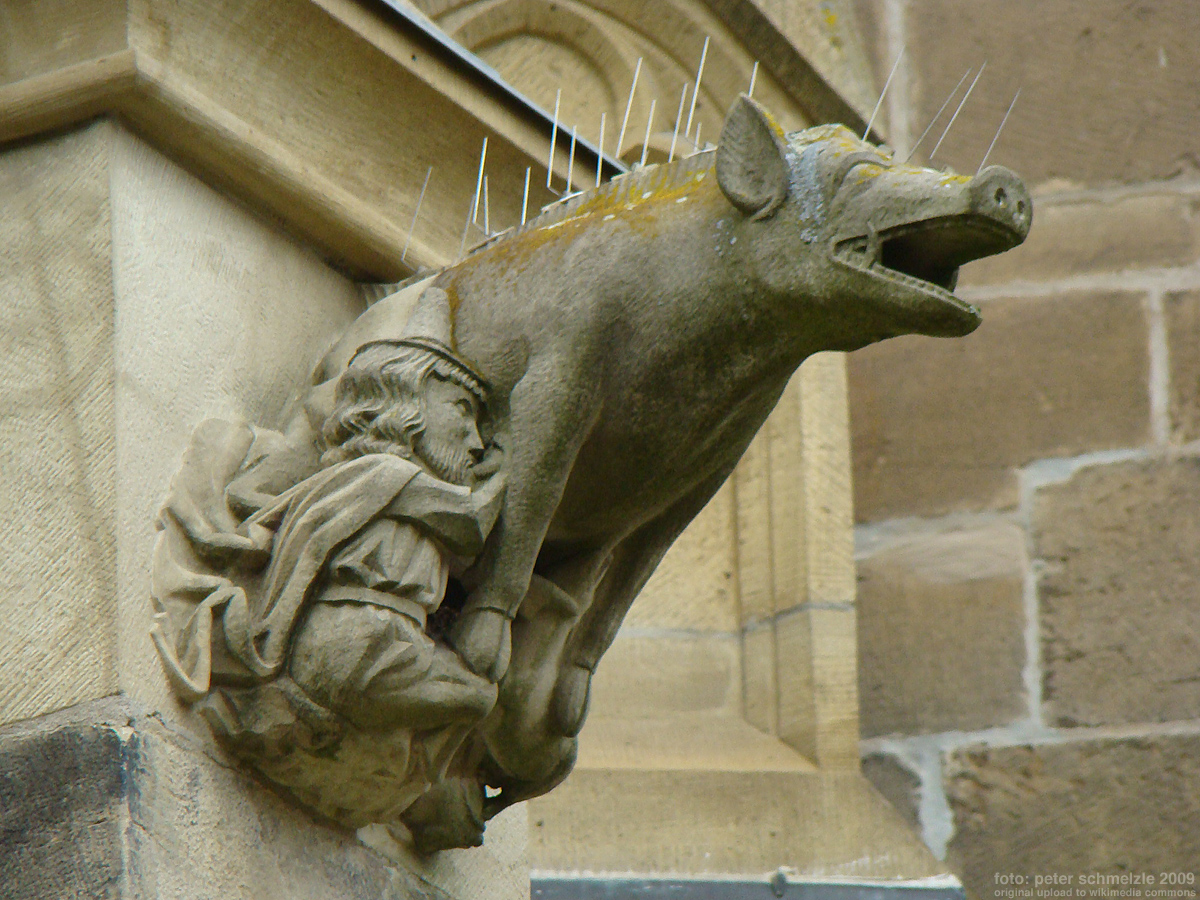
Sogenannte "Judensau"

Eindeutig erkennen lassen sich am Südportal die wohl auch eigens hierfür geschaffene Maria am Mittelpfeiler und die Apostel Petrus und Paulus, dagegen sind die Frauenfigur mit dem Buch in der Hand sowie der jugendliche Märtyrer nicht mehr bestimmbar. Manche der Figuren am Südgiebel standen möglicherweise auch einst im Chor und stehen mit den dortigen Figuren stilistisch oder mythologisch in Beziehung. Die lange als Königin von Saba interpretierte Königsfigur am Südgiebel könnte auch der dritte der ansonsten identifizierbaren Heiligen Drei Könige sein. Die Figur mit einem Baum an einem der Chorstrebepfeiler wird als hl. Bibiana, hl. Afra oder hl. Sebastian gedeutet. Der seitlich am Südflügel aufgestellte hl. Martin ist als Standfigur ohne das sonst übliche Pferd ausgeführt und könnte deswegen auch für die Gewände eines anderen Portals geschaffen gewesen sein.
Außer den Heiligenfiguren sind am Südgiebel und auch der Außenfassade von Chor- und Seitenapsiden noch verschiedene Fabelwesen angebracht. Diese dienen überwiegend als Wasserspeier. Eine dieser Figuren ist als Judensau ausgestaltet. Die antisemitische Plastik entstand um 1270 und befindet sich heute im Reichsstädtischen Museum Bad Wimpfen, an der Kirche befindet sich seit 1995 eine Kopie. 2013 wurde unterhalb der Darstellung eine erklärende Tafel angebracht.

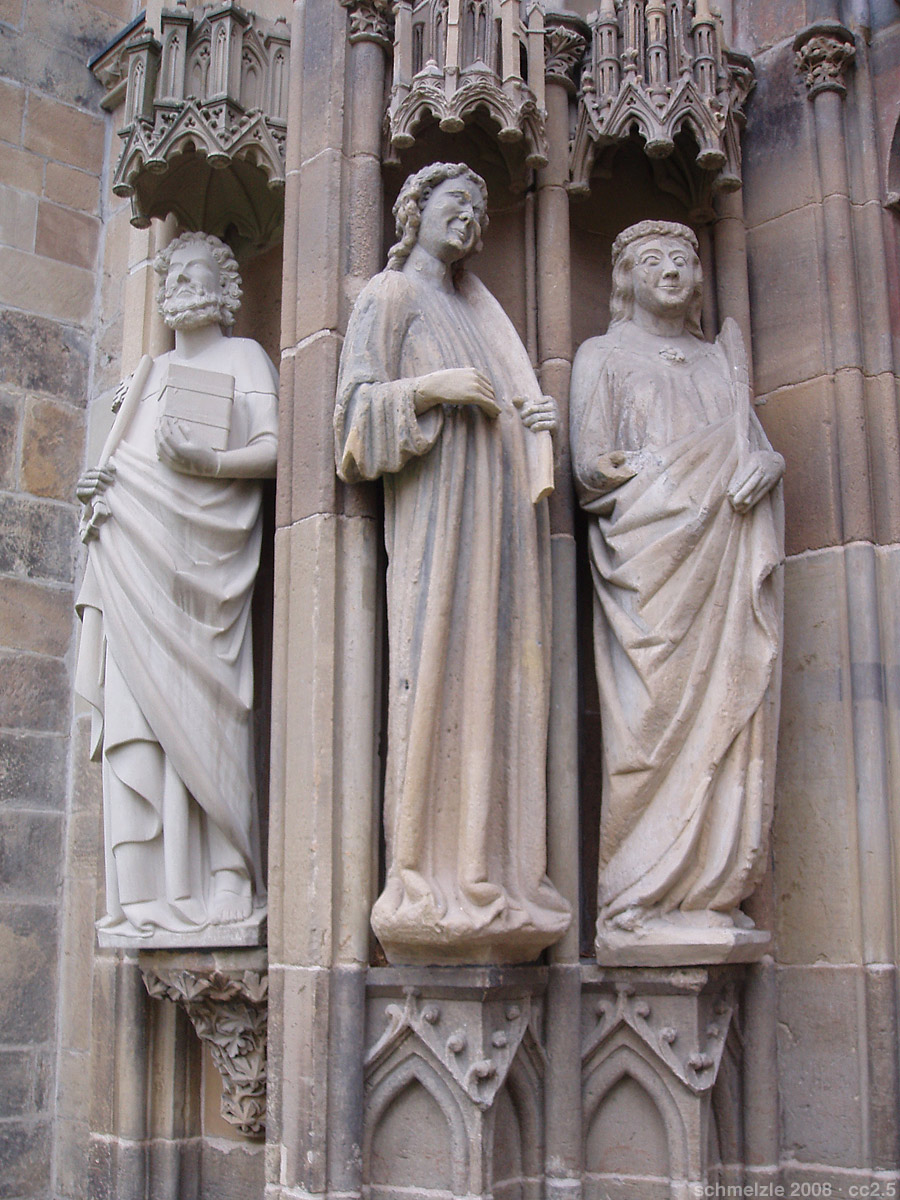
Figuren links des Portals
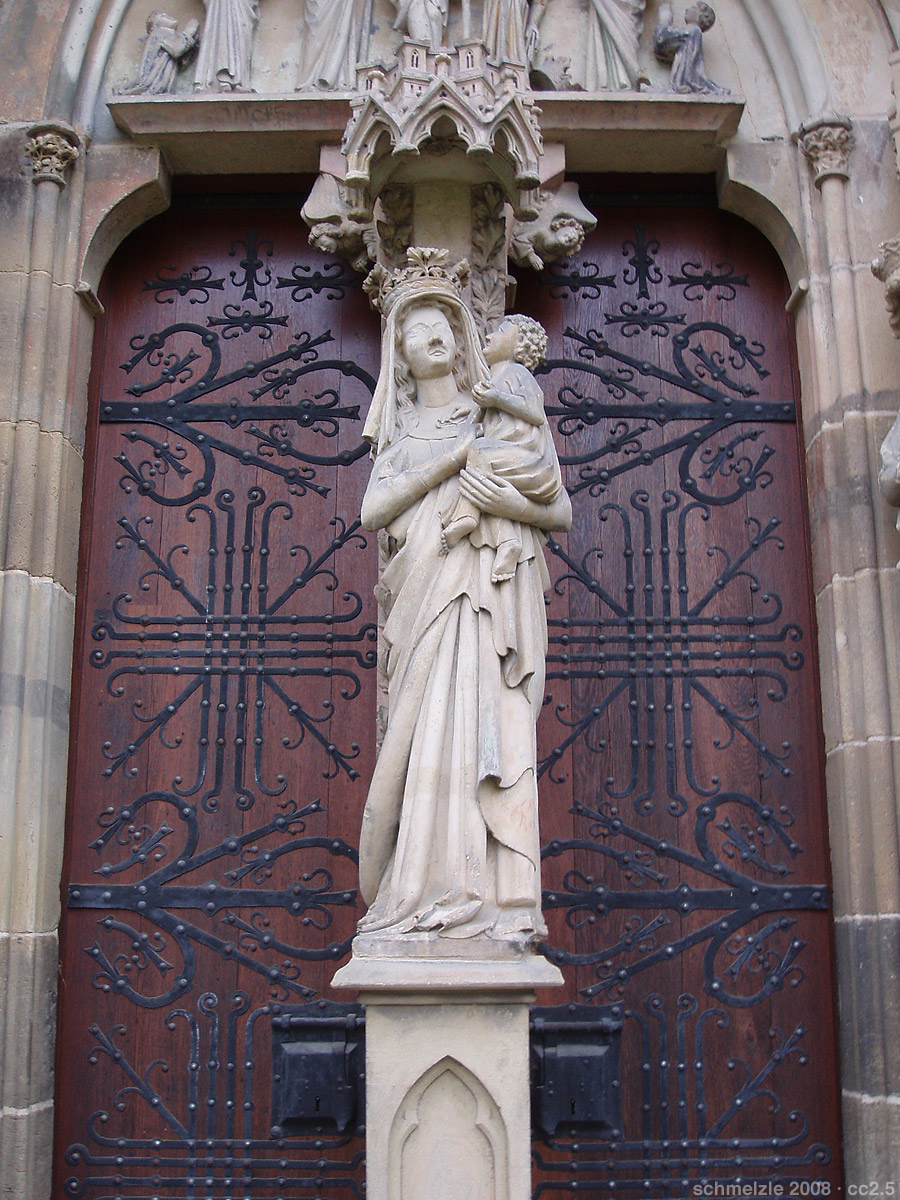
Marienfigur am Mittelpfeiler
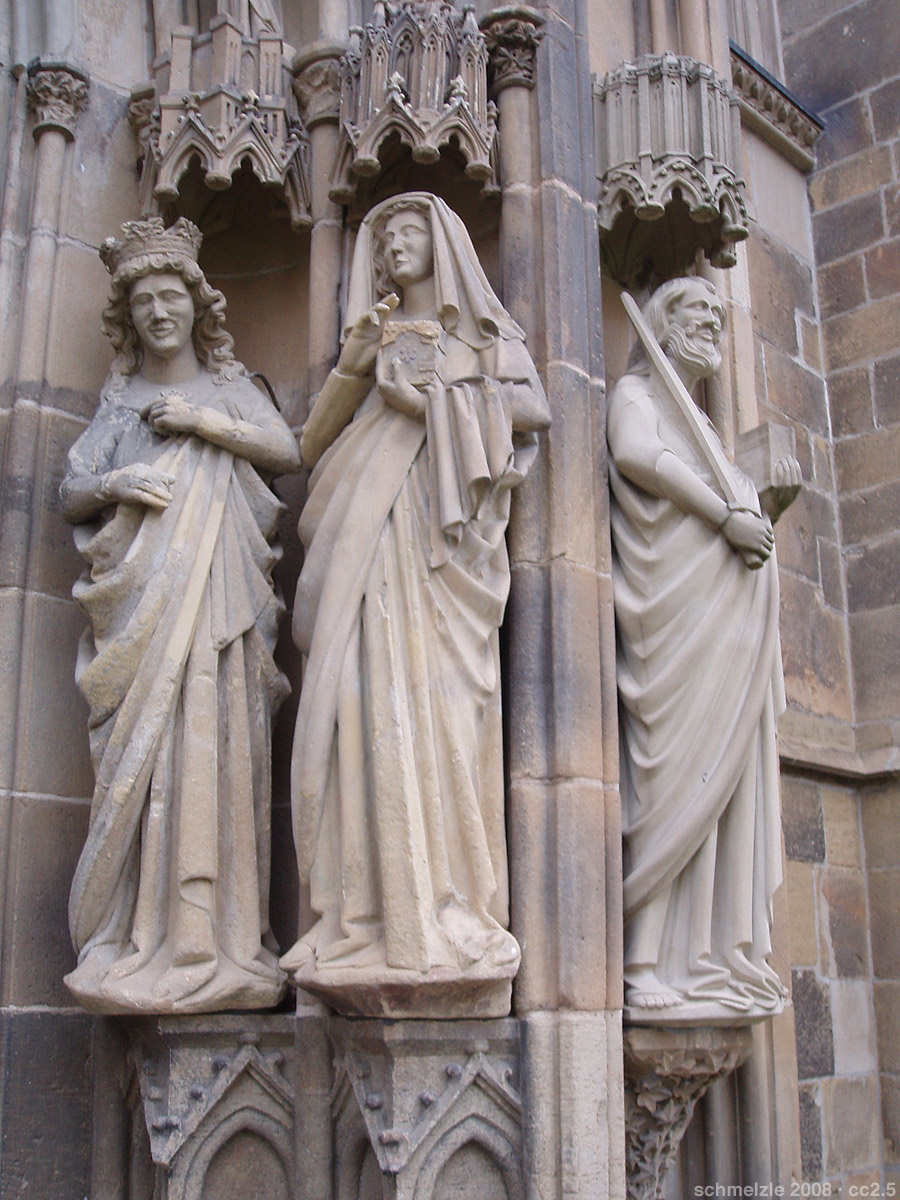
Figuren rechts des Portals

### Ausstattung

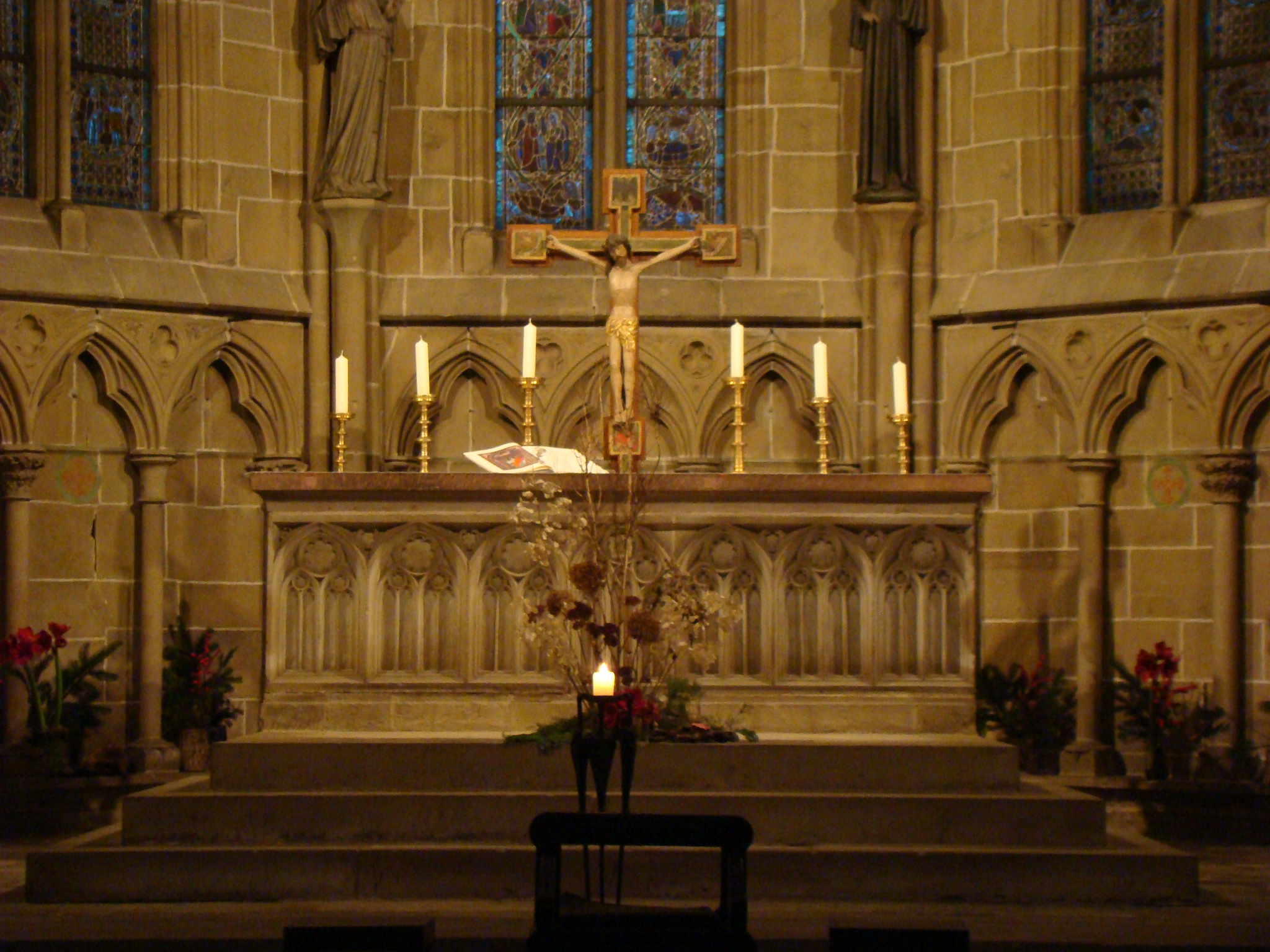
Hauptaltar im Chor

Im Chor befindet sich ein beeindruckender Hochaltar, dessen Altarplatte 3,35 × 1,58 Meter misst und dessen Vorderseite von sieben Blendmaßwerkfenstern verziert ist, wovon das Maßwerk des mittleren dem mittleren Fenster des Südgiebels entspricht. An der Rückseite führt eine Tür in eine fünf Stufen unter dem Altar liegende Kammer, in der vermutlich einst Reliquien aufbewahrt wurden. Neben dem Hochaltar befindet sich ein spätgotisches Sakramentshäuschen mit Blattwerk- und Maßwerkverzierungen. Das Holzkreuz über dem Altar stammt aus dem 15. Jahrhundert.
Das wuchtige Chorgestühl und der Dreisitz mit geschnitzten Maßwerkrosen stammen wie der Altar noch aus dem 13. Jahrhundert und wurden nur in Teilen seitdem erneuert. Ein 1299 gestifteter Lettner vor dem Chor ist heute nur noch fragmentarisch zu erkennen, auf seiner südlichen Seitenwand befindet sich eine 1902 eingebaute Orgel. Der Lettner mit dem gleichzeitig 1299 gestifteten darunter befindlichen Heilig-Kreuz-Altar hat einst die Raumwirkung der Kirche bestimmt.
Die Glasfenster im Chor sind teilweise Nachbildungen erhaltener Originale, teilweise Neuschöpfungen im Stil der alten Scheiben. Die weiteren Glasfenster der Kirche wurden von dem Freiburger Künstler Fritz Geiges um 1900 neu geschaffen.
Zur weiteren Ausstattung der Kirche zählen Messingleuchter aus dem 15. Jahrhundert, ein Vesperbild aus gebranntem Ton um 1420–30 im südlichen Querhaus, die Kanzel aus dem 17. Jahrhundert und der vergoldete hl. Nepomuk von 1753 im Langhaus sowie verschiedene Stein- und Holzfiguren aus unterschiedlichen Epochen. Die Figuren des hl. Franziskus und des hl. Dominikus sind vermutlich bereits drei oder vier Jahrzehnte nach dem Tod der Heiligen entstanden und zählen zu deren ältesten erhaltenen Darstellungen in Deutschland.

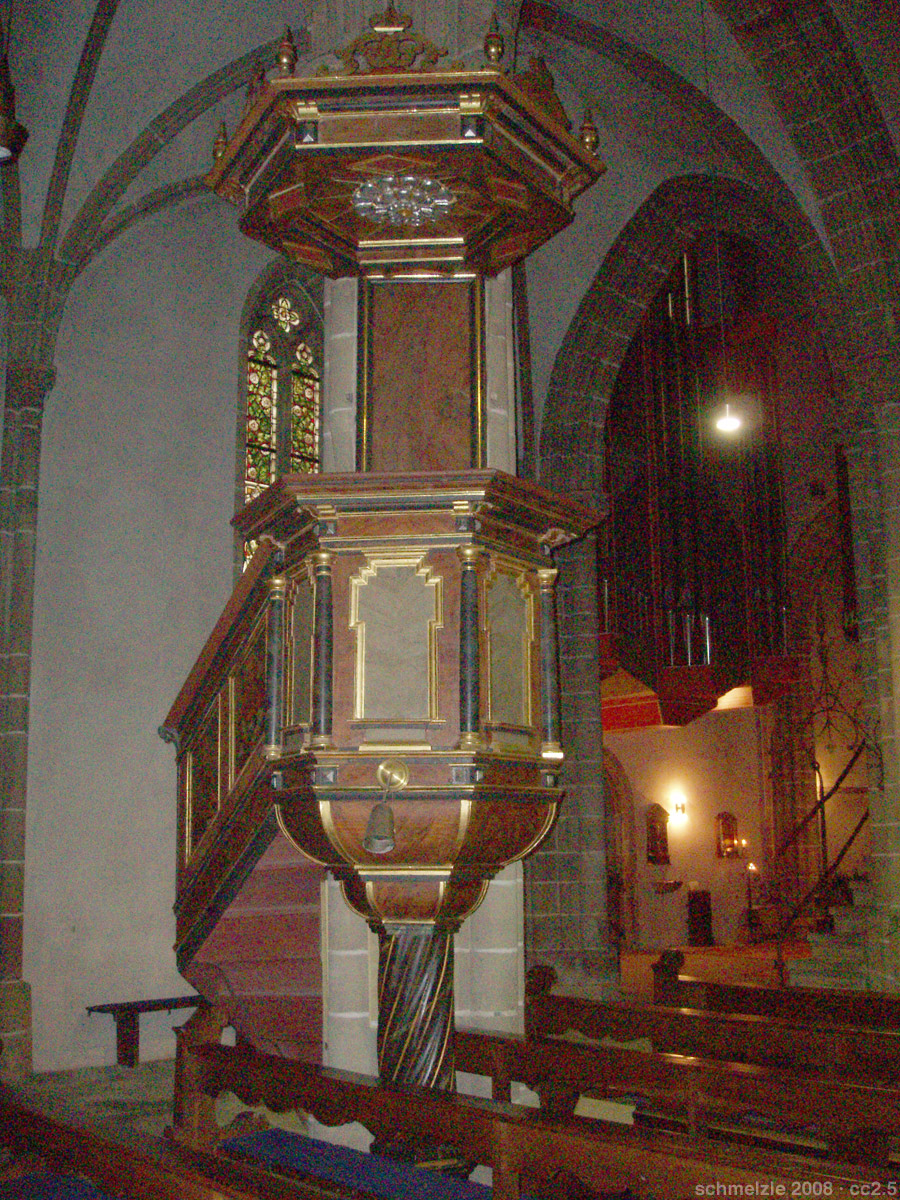
Kanzel
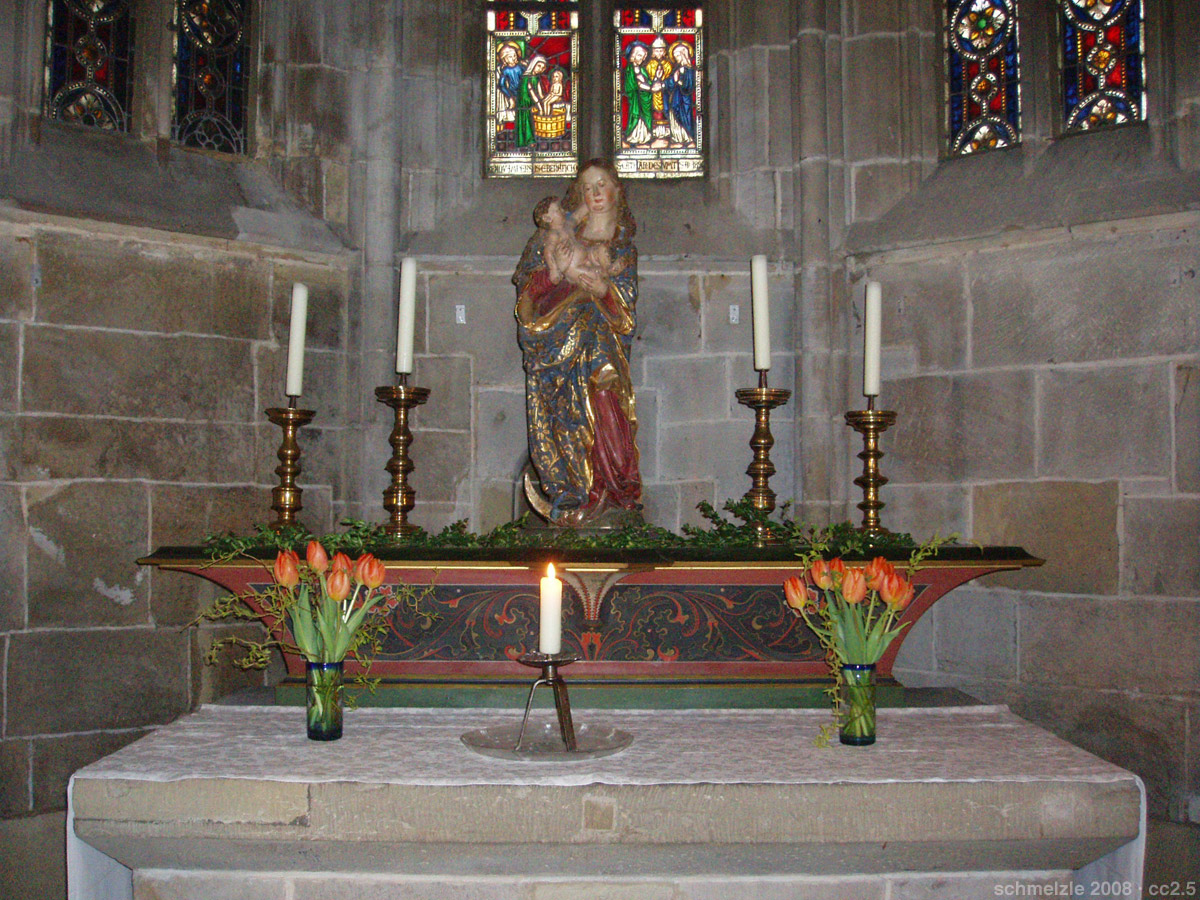
Seitenaltar in südl. Nebenapsis
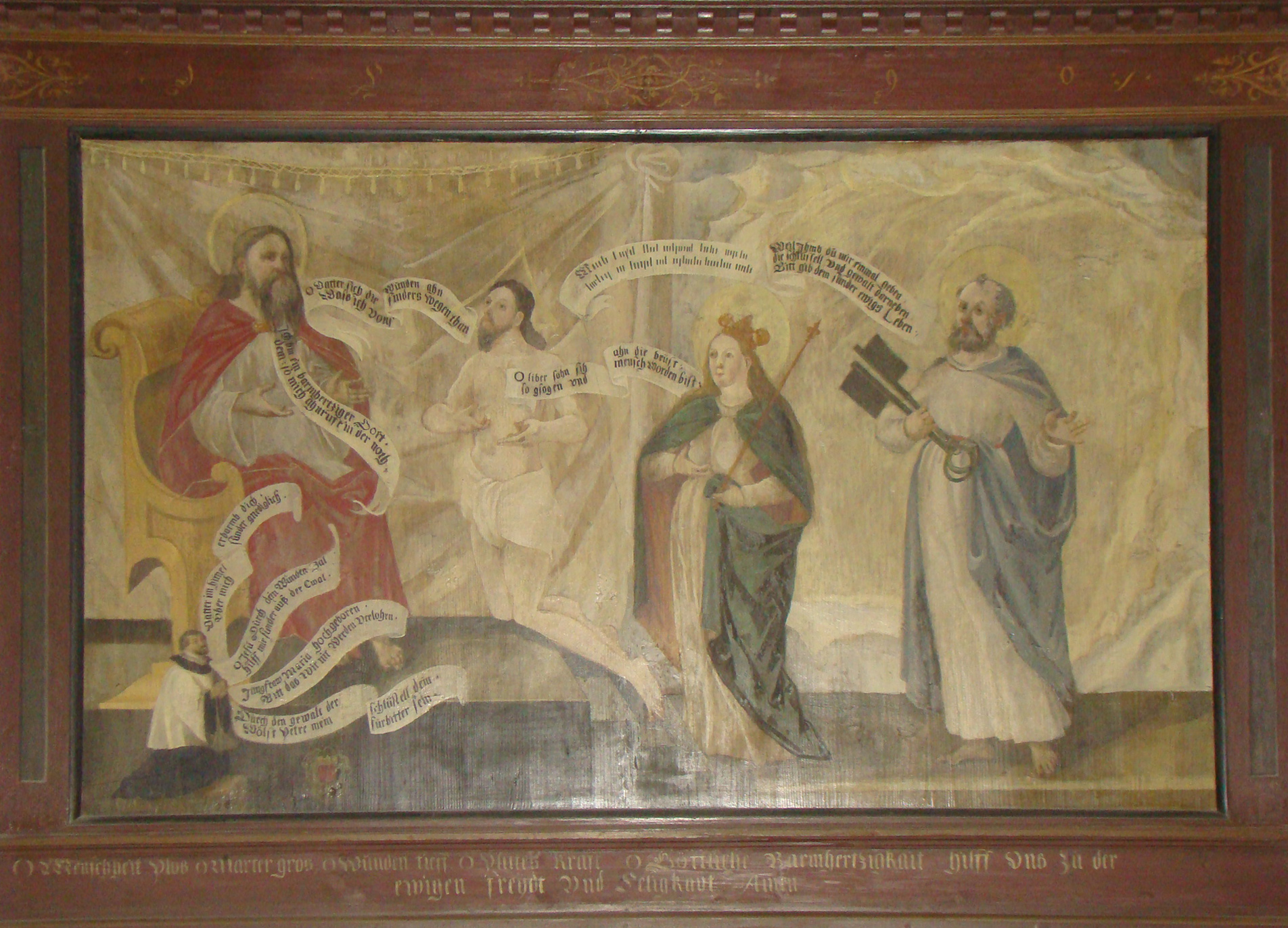
Gemälde im südl. Querhaus
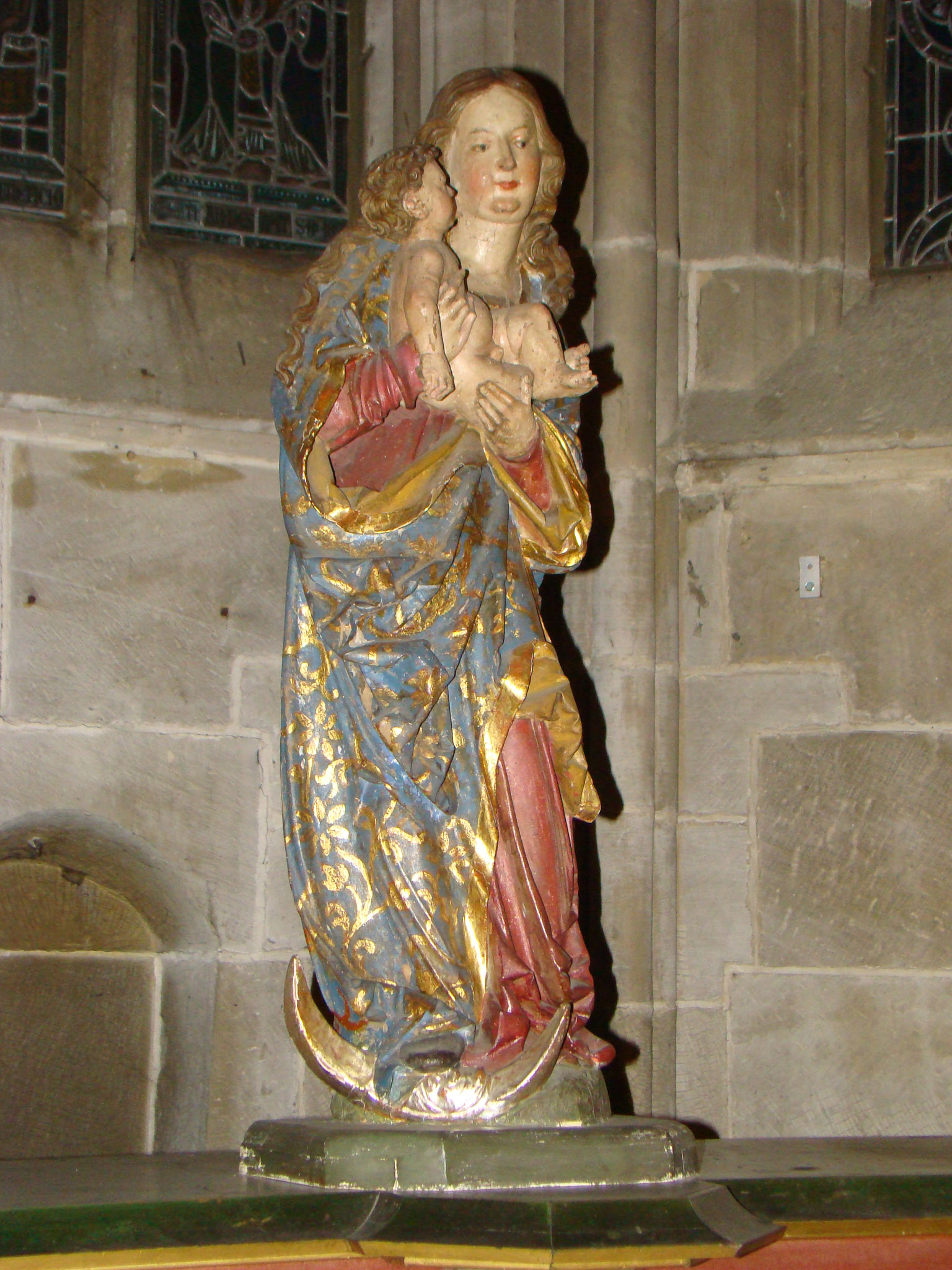
Mondsichelmadonna

### Orgel
Die erste Orgel der Stiftskirche wurde 1903 von dem Orgelbauer Carl Schäfer (Heilbronn) erbaut. Das Instrument hatte zunächst 15 Register auf zwei Manualen und Pedal (pneumatische Kegelladen) und musste in einen zu Beginn des 20. Jahrhunderts als Ausstattungselement neu errichteten „Schrein“ eingefügt werden. Diese Lösung erwies sich bald als wenig praktikabel, das Instrument war mehr oder minder unspielbar. Im Zuge eines Umbaus der Kirche wurde das Instrument dann komplett ausgelagert. Nach langer Planung eines neuen Instruments unter Einbeziehung des „Schreins“ wurde 1997 die heutige Orgel von dem Orgelbauunternehmen Vleugels (Hardheim) realisiert, unter Wiederverwendung des vorhandenen Pfeifenmaterials. Das Instrument hat heute 47 Register auf drei Manualen und Pedal.
| I Hauptwerk C–g3 |                   |        |
| 01.              | Praestant         | 16′    |
| 02.              | Bourdon           | 16′    |
| 03.              | Principal         | 08′    |
| 04.              | Viola da Gamba 0  | 08′    |
| 05.              | Flöte             | 08′    |
| 06.              | Gedackt           | 08′    |
| 07.              | Unda maris        | 08′    |
| 08.              | Octave            | 04′    |
| 09.              | Querflöte         | 04′    |
| 10.              | Quinte            | 02 ⁄3′ |
| 11.              | Superoctave       | 02′    |
| 12.              | Mixtura major III | 02′    |
| 13.              | Mixtura minor III | 01′    |
| 14.              | Cornet V          | 08′    |
| 15.              | Fagott            | 16′    |
| 16.              | Trompete          | 08′    |
| 17.              | Clairon           | 04′    |

| II Positiv C–g3 |               |         |
| 18.             | Bourdon       | 16′     |
| 19.             | Principal     | 08′     |
| 20.             | Rohrgedackt   | 08′     |
| 21.             | Octave        | 04′     |
| 22.             | Spitzflöte    | 04′     |
| 23.             | Quinte        | 02 ⁄3′  |
| 24.             | Doublette     | 02′     |
| 25.             | Terz          | 01 3⁄5′ |
| 26.             | Larigot       | 01 ⁄3′  |
| 27.             | Mixtur III-IV | 01 ⁄3′  |
| 28.             | Oboe          | 08′     |
|                 | Tremulant     |         |

| III Echowerk C–g3 |                    |    |
| 29.               | Lieblich Gedackt 0 | 8′ |
| 30.               | Salicional         | 8′ |
| 31.               | Aeoline            | 8′ |
| 32.               | Vox coelestis      | 8′ |
| 33.               | Viola              | 4′ |
| 34.               | Violine            | 2′ |
| 35.               | Sifflet            | 1′ |
| 36.               | Dulcian            | 8′ |
|                   | Tremulant          |    |

| Pedal C–f1 |                |     |
| 37.        | Untersatz      | 32′ |
| 38.        | Violonbass     | 16′ |
| 39.        | Subbass        | 16′ |
| 40.        | Zartbass       | 16′ |
| 41.        | Octavbass      | 08′ |
| 42.        | Violoncello    | 08′ |
| 43.        | Gedacktbass    | 08′ |
| 44.        | Tenoroctave    | 04′ |
| 45.        | Fagottbass     | 16′ |
| 46.        | Trompetebass 0 | 08′ |
| 47.        | Claironbass    | 04′ |

- Koppeln:
  - Normalkoppeln: II/I, III/I, III/II, I/P, II/P, III/P
  - Sonderkoppeln: Labialkoppel I/II, Zungenkoppel III/I, Superoktavkoppel I/I, Superoktavkoppel I/P
- Effektregister: Ira Dei (Donnergrollen)
- Spielhilfen: Setzeranlage, Midi-Aufzeichnungsanlage, Tastenheizung, Crescendowalze, Absteller, Tutti

### Kreuzgang

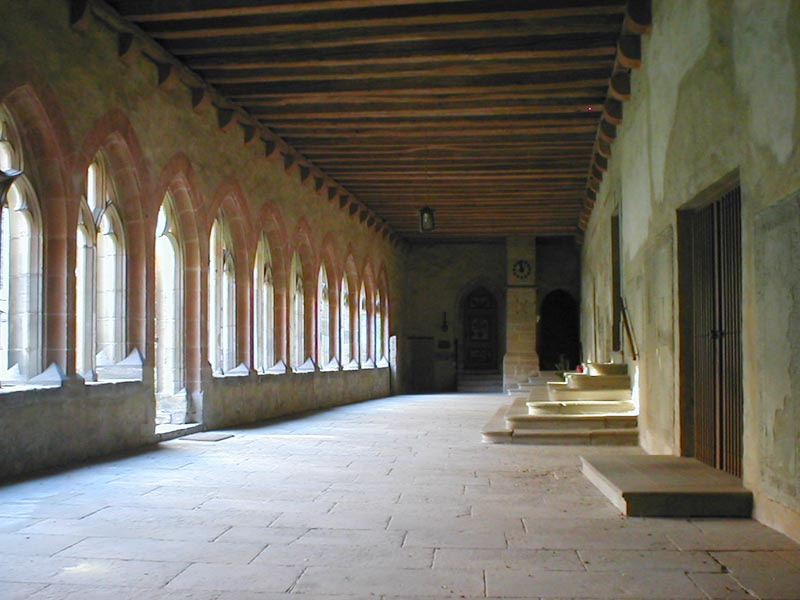
Westflügel des Kreuzgangs

Nördlich der Kirche befindet sich ein dreiflügeliger gotischer Kreuzgang mit Maßwerkfenstern. Anstelle eines vierten Flügels stellt die Kirchenwand damit die südliche Begrenzung des Kreuzgangs dar. Der Ostflügel ist vermutlich der älteste der Flügel und datiert aus dem späten 13. Jahrhundert. Er ist außergewöhnlich breit und war vermutlich als Begräbnishalle für die Stiftsherren geplant. Das Maßwerk aus Sandstein ist relativ wuchtig und weist feine Blattwerkverzierungen auf. Der Nordflügel wurde vermutlich zu Beginn des 14. Jahrhunderts anschließend an den Ostflügel errichtet. Er ist nicht ganz so breit, das Maßwerk ist schlanker und der Blattschmuck einfacher. Der Westflügel schließlich ist formal der einfachste der drei Flügel und wurde um 1400 auf den Fundamenten eines älteren Vorgängerbauwerks errichtet. In die Wände des Kreuzgangs sind zahlreiche historische Grabplatten von Stiftsherren eingelassen, außerdem sind Fragmente von gotischen Wandgemälden erhalten. Im Innenhof befindet sich ein historischer Brunnen.

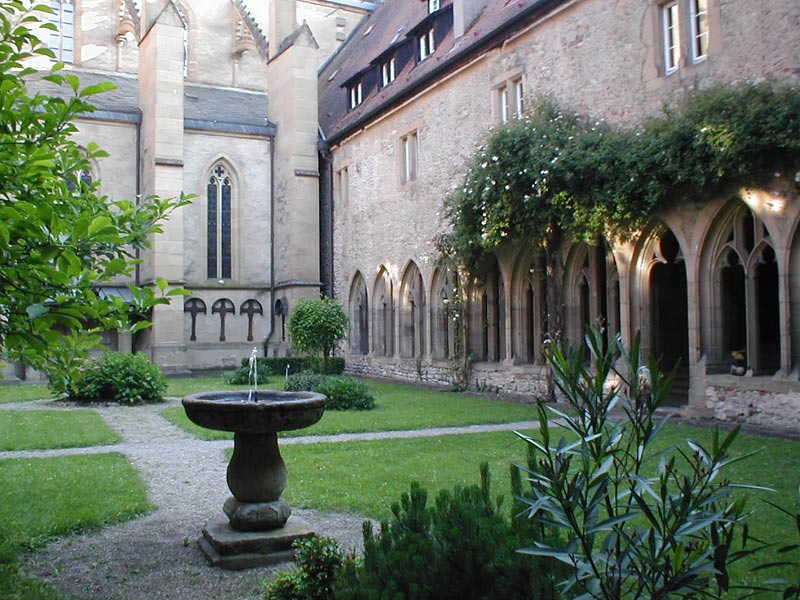
Innenhof mit historischem Brunnen
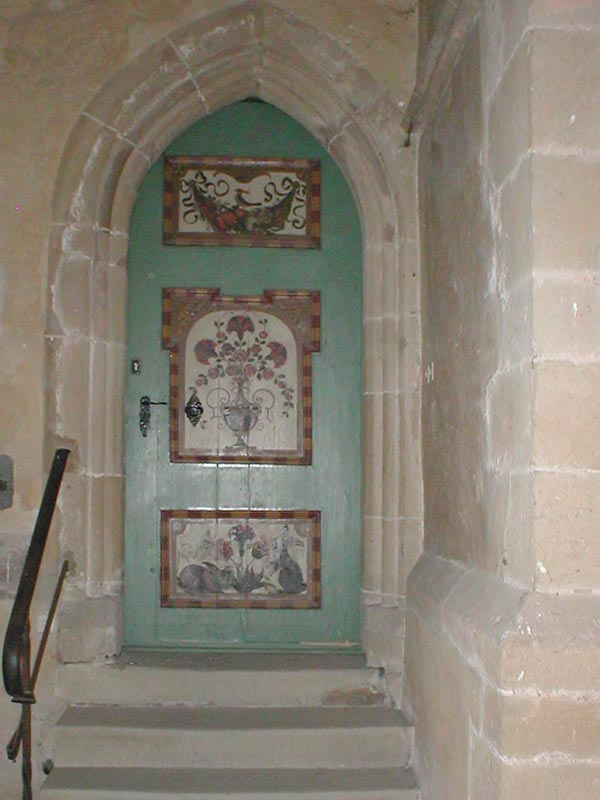
Historische Tür im Kreuzgang
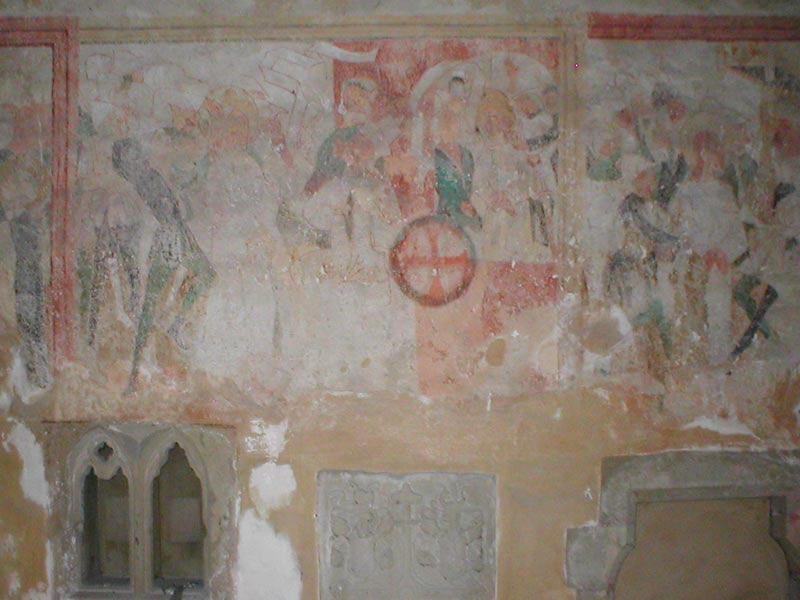
Gotische Wandgemälde im Kreuzgang